# 日本製紙木材
日本製紙木材株式会社（にっぽんせいしもくざい、英文社名 Nippon Paper Lumber Co., Ltd.）は、日本製紙グループの木材卸売業者。原木や製材建材の輸入販売、日本産木材の販売、集成材・断熱材、製紙原燃料、発電用木質燃料の製造販売などを手がける。

## 沿革
- 1970年（昭和45年）9月10日 - 十條製紙（現・日本製紙）の出資により、十條製紙の関東、近畿、中国地方の商材部門を引き継ぎ十條木材株式会社発足。
- 1970年（昭和45年）磐城木材産業(株)設立。
- 1972年（昭和47年）十條製紙(株)伏木、石巻工場の商材部門を引き継ぐ
- 1973年（昭和48年）緑化事業を十條製紙(株)へ移管
- 1976年（昭和51年）十條製紙(株)八代工場の商材部門を引き継ぐ
- 1978年（昭和53年）日東林業(株)を合併
- 1984年（昭和59年）十條ハコリン(株)清算にともない、事業を引き継ぐ。酒田チップ工業(株)設立
- 1990年（平成2年）本社を東京都中央区銀座より北区王子に移転
- 2002年（平成14年）10月1日 - 日本製紙の外材事業本部、株式会社新陽を統合し、日本製紙木材株式会社に社名変更。
- 2006年（平成18年）ファンシーツダを子会社化し、商号を(株)ニチモクファンシーマテリアルに変更。(株)ニチモク林産北海道を子会社化
- 2008年（平成20年）(株)南栄を子会社化
- 2009年（平成21年）6月1日 - 本社を東京都千代田区一ツ橋に移転。貿易事業部と(株)ニチモクファンシーマテリアルの貿易部門を再編。
- 2012年（平成24年）岩国海運(株)を子会社化。エヌ・アンド・イー(株)を子会社化。(株)パルウッドマテリアルのボード・合板事業を継承
- 2013年（平成25年）3月25日 - 本社をお茶の水に移転。
- 2019年（令和元年）TFA FUEL SDN. BHD.をマレーシアに設立
- 2020年（令和2年）(株)栗原リソーシス 閉鎖
- 2021年（令和3年）(株)リファインラバーを設立
- 2023年（令和5年）NPL RESOURCES ASIA CO., LTD.をベトナムに設立
- 2024年（令和6年）酒田チップ工業(株)閉鎖
- 2025年（令和7年）(株)ハピネスWOODを完全子会社化し、(株)ニチモクフォレストに社名変更

## 関係会社
- 磐城木材産業
- ニチモクパレット
- ニチモクファンシーマテリアル
- 南栄
- 岩国海運
- エヌ・アンド・イー
- ニチモク林産北海道
- ユニマテック
- リファインラバー
- ニチモクフォレスト
- NPL RESOURCES ASIA CO., LTD.
- TFA FUEL SDN. BHD.